# 59 Близнецов
59 Близнецов (лат. 59 Geminorum, HD 57927) — одиночная звезда в созвездии Близнецов на расстоянии приблизительно 219 световых лет (около 67 парсеков) от Солнца. Видимая звёздная величина звезды — +5,759m.

## Характеристики
59 Близнецов — жёлто-белый гигант спектрального класса F0III. Радиус — около 2,61 солнечных, светимость — около 13,5 солнечных. Эффективная температура — около 6886 К.